# Nathan Harriel
Nathan Harriel (Oldsmar, 23 de abril de 2001) es un futbolista estadounidense que juega en la demarcación de defensa para el Philadelphia Union de la Major League Soccer.

## Selección nacional
Tras jugar en las categorías inferiores de la selección, finalmente hizo su debut con la selección absoluta de Estados Unidos el 7 de junio contra Turquía en un partido amistoso que finalizó con un resultado de 1-2 a favor del combinado turco tras un gol de Jack McGlynn para Estados Unidos, y de Kerem Aktürkoğlu y Arda Güler para Turquía.

## Clubes
| Club                  | País           | Año   | Partidos | Goles |
| --------------------- | -------------- | ----- | -------- | ----- |
| Philadelphia Union II | Estados Unidos | 2019- | 42       | 2     |
| Philadelphia Union    | Estados Unidos | 2021- | 126      | 9     |